# Mode ionien
 (mai 2024).
Si vous disposez d'ouvrages ou d'articles de référence ou si vous connaissez des sites web de qualité traitant du thème abordé ici, merci de compléter l'article en donnant les références utiles à sa vérifiabilité et en les liant à la section « Notes et références ».

Échelle diatonique en image illustrative.

Le mode Ionien  est, en musique, un mode musical, une échelle diatonique également appelée mode majeur.
Une gamme du mode ionien peut être construite en commençant par le do, en montant note par note jusqu'au do suivant, sans ajouter d'altération (dièse ou bémol). On l'appelle donc également pour cette raison, mode de do.
La lecture audio n'est pas prise en charge dans votre navigateur. Vous pouvez télécharger le fichier audio.
Cette gamme est donc composée ici de la suite de note do, ré, mi, fa, sol, la, si, do. Le passage d'une note à l'autre équivaut à la succession suivante d'intervalles : ton, ton, demi-ton, ton, ton, ton, demi-ton.
Ce mode se caractérise donc par la place des demi-tons : entre les 3e et 4e degrés, et entre le 7e et le 1er degré à l'octave supérieure.

## Liste des gammes ioniennes
Voici la liste complète des gammes utilisant le mode ionien.
Comme il ne faut pas, dans une gamme, doubler le nom d'une note, le re dièse (re♯) est suivi, dans le cas de la gamme de do♯, d'un mi dièse (mi♯) et non d'un fa.
La lecture audio n'est pas prise en charge dans votre navigateur. Vous pouvez télécharger le fichier audio.
La suite est : do♯, ré♯, mi♯, fa♯, sol♯, la♯, si♯, do♯
La lecture audio n'est pas prise en charge dans votre navigateur. Vous pouvez télécharger le fichier audio.
La suite est :  fa♯, sol♯, la♯, si, do♯, ré♯, mi♯, fa♯
La lecture audio n'est pas prise en charge dans votre navigateur. Vous pouvez télécharger le fichier audio.
La suite est : si, do♯, ré♯, mi, fa♯, sol♯, la♯, si
La lecture audio n'est pas prise en charge dans votre navigateur. Vous pouvez télécharger le fichier audio.
La suite est : mi, fa♯, sol♯, la, si, do♯, ré♯, mi
La lecture audio n'est pas prise en charge dans votre navigateur. Vous pouvez télécharger le fichier audio.
La suite est : la, si, do♯, ré, mi, fa♯, sol♯, la
La lecture audio n'est pas prise en charge dans votre navigateur. Vous pouvez télécharger le fichier audio.
La suite est : ré, mi, fa♯, sol, la, si, do♯, ré
La lecture audio n'est pas prise en charge dans votre navigateur. Vous pouvez télécharger le fichier audio.
La suite est : sol, la, si, do, ré, mi, fa♯, sol
La lecture audio n'est pas prise en charge dans votre navigateur. Vous pouvez télécharger le fichier audio.
La suite est : do, ré, mi, fa, sol, la, si, do
La lecture audio n'est pas prise en charge dans votre navigateur. Vous pouvez télécharger le fichier audio.
La suite est : fa, sol, la, si♭, do, ré, mi, fa
La lecture audio n'est pas prise en charge dans votre navigateur. Vous pouvez télécharger le fichier audio.
La suite est : si♭, do, ré, mi♭, fa, sol, la, si♭
La lecture audio n'est pas prise en charge dans votre navigateur. Vous pouvez télécharger le fichier audio.
La suite est : mi♭, fa, sol, la♭, si♭, do, ré, mi♭
La lecture audio n'est pas prise en charge dans votre navigateur. Vous pouvez télécharger le fichier audio.
La suite est : la♭, si♭, do, ré♭, mi♭, fa, sol, la♭
La lecture audio n'est pas prise en charge dans votre navigateur. Vous pouvez télécharger le fichier audio.
La suite est : ré♭, mi♭, fa, sol♭, la♭, si♭, do, ré♭
La lecture audio n'est pas prise en charge dans votre navigateur. Vous pouvez télécharger le fichier audio.
La suite est : sol♭, la♭, si♭, do♭, ré♭, mi♭, fa, sol♭
La lecture audio n'est pas prise en charge dans votre navigateur. Vous pouvez télécharger le fichier audio.
La suite est : do♭, ré♭, mi♭, fa♭, sol♭, la♭, si♭, do♭